# とっても甘いの
『とっても甘いの』（とってもあまいの）は、2009年にBeeTVで配信された恋愛ドラマ。

## ストーリー
OLの田中実花(香椎由宇)はある日突然､デザイナーになるためパリへと渡った恋人･村上真哉(鈴木一真)のことが忘れられないでいた｡連絡はいつの間にか途絶え､薄々自分が振られたのであろうと感じる実花だったが､どうしても気持ちに整理がつかず､意を決してパリへ｡姉の果帆(押切もえ)から命じられたスイーツの取材をしながら､真哉を捜すうちに出会う様々な人々｡彼らは皆､パリの街で､そんなに甘いものではない現実と向き合いながら生きていた…。

## キャスト
- 香椎由宇
- 阿部力
- 押切もえ
- 鈴木一真
- 羽田美智子
- 江波戸ミロ
- 清水ゆみ
- バンジャマン・ヴィルケイ
- ピエール=イヴ・マシップ

## スタッフ
- 脚本:カリュアード(源孝志×相沢友子)
- 演出:源孝志
- プロデューサー:内部健太郎、槙哲也
- 主題歌:甲斐名都「ウォーミングアップ」(tearbridge records)
- 制作:ホリプロ
- 製作著作 - BeeTV

## エピソード
1. そしてパリは突然に
2. アパルトマンの別人
3. 寝ぐせ男とクイニーアマン
4. タトゥーとタルト
5. 傷心のジェラール・ミュロ
6. 花とガトー
7. ためらいのショコラ・レザン
8. クレープスタンドの賢人
9. わけありマカロン
10. わけありマカロン②
11. スランプ・ボンボン
12. スイート・ルームの住人
13. 歪なメレンゲ
14. ショコラ オア フランボワーズ
15. 励ましのエクレア
16. マレの鴨鍋
17. サイレント・ダンス
18. 訣別のシャトー・ディケム
19. 手紙の行方(最終回)